# Mateus Evangelista Cardoso
Mateus Evangelista Cardoso (Porto Velho, 15 de fevereiro de 1994) é um atleta paralímpico brasileiro, especialista em salto em distância. Conquistou a medalha de prata nos Jogos Paralímpicos de Verão de 2016 no Rio de Janeiro, representando seu país na categoria Salto em distância masculino T37.
Em 2021 nos Jogos Paralímpicos de Verão de 2020 em Tóquio, novamente representando seu país conquistou a medalha de bronze ao saltar 6,05m.
Nos Jogos Paralímpicos de Verão de 2024 em Paris, pela terceira vez consecutiva conquistou um lugar no pódio, agora com sua medalha de bronze ao saltar 6,20m. 
Importante frisar que Mateus Evangelista Cardoso é natural de Porto Velho, Rondônia, região Norte do Brasil onde muito atletas não possuem oportunidades no esporte por falta de investimento local, vindo a buscar país afora como foi o caso do medalhista paralimpíco.
Ressalta-se ainda que possuí inúmeras conquistas, com o bronze no salto em distância no Mundial de Kobe 2024; prata no salto em distância no Mundial Dubai 2019; ouro nos 100m, prata nos 200m e no salto em distância nos Jogos Parapan-Americanos Lima 2019; ouro nos 100m, prata nos 200m e prata no salto em distância no Mundial Londres 2017; prata no salto em distância nos Jogos Paralímpicos Rio 2016; ouro nos 100m, nos 200m e no salto em distância nos Jogos Parapan-Americanos Toronto 2015.